# Virginie-Occidentale
Pour les articles homonymes, voir Virginie.
Ne pas confondre avec la Virginie, autre État des États-Unis
La Virginie-Occidentale (en anglais : West Virginia, /wɛst vɝ.ˈdʒɪ.niə/ ) est un État des États-Unis bordé au nord par la Pennsylvanie et le Maryland, à l'est et au sud par la Virginie, à l'ouest par le Kentucky et l'Ohio. Il s'agit d'un État montagneux et rural où des communautés ont longtemps vécu dans un certain isolement. Sa ressource principale fut jadis constituée par les mines de charbon bitumineux. Ainsi pourvue, la Virginie-Occidentale est l'un des États les plus sauvages de l'Est américain. En plus des nombreuses montagnes qui font partie de l'État, des forêts abondantes viennent contribuer à son isolement.
En 2023, sa population s'élevait à 1 770 071 habitants.

## Toponymie
Le nom Virginie vient de la reine vierge Élisabeth Ire d'Angleterre[réf. nécessaire].

## Histoire
L'État fut créé au cours de la guerre de Sécession. En effet, les comtés du nord-ouest de la Virginie ne souhaitaient pas se séparer de l'Union, à la différence des planteurs du sud et de la côte qui adhérèrent aux États confédérés. La Virginie-Occidentale se sépara donc de la Virginie lors du congrès de Wheeling qui se tint dans la ville du même nom, et fut admise dans l'Union en 1863. L'existence de l'État fut entérinée par une décision de la Cour suprême en 1870.
La Virginie-Occidentale a été l'un des fiefs du mouvement ouvrier américain, notamment dans le secteur minier. Figure des luttes sociales menées au début du XXe siècle, Mary Harris Jones y anima pendant près de vingt ans certains des « conflits très durs qui opposaient les esclaves de l’industrie à leurs maîtres ». En 1912 et 1913, la répression d'un important mouvement ouvrier, connu comme la « guerre des mineurs », fait au moins cinquante morts. Les conditions de travail dans les mines sont particulièrement éprouvantes (3 242 morts pour la seule année 1907, avec un taux d’accidents du travail quatre fois supérieur à celui de la France à la même époque).
L’État est durement atteint par la crise économique consécutive au krach de 1929 et devint un bastion du New Deal qui permit de sauver de la famine les habitants les plus pauvres. Liée au Parti démocrate depuis cette période, la Virginie-Occidentale sert en 1960 de rampe de lancement à la candidature présidentielle de John Fitzgerald Kennedy. En 1980, elle est l'un des rares États à ne pas voter en faveur de Ronald Reagan.
À la fin du XXe siècle, la Virginie-Occidentale est victime de pollution à l'acide perfluorooctanoïque, causée par une usine de l'entreprise DuPont pour ses produits de la marque Téflon. Cette affaire est l'objet du film Dark Waters de Todd Haynes avec Mark Ruffalo, en 2020.

## Subdivisions administratives

### Comtés
L'État de Virginie-Occidentale est divisé en 55 comtés.

### Agglomérations

#### Aires métropolitaines et micropolitaines
Le Bureau de la gestion et du budget a défini onze aires métropolitaines et six aires micropolitaines dans ou en partie dans l'État de Virginie-Occidentale.
| Zone urbaine                                 | Population (2010)  | Population (2013)  | Variation (2010-2013) | Rang national (2013) |
| -------------------------------------------- | ------------------ | ------------------ | --------------------- | -------------------- |
| Charleston, WV                               | 227 078            | 224 743            | -1,0 %                | 195                  |
| Huntington-Ashland, WV-KY-OH                 | 216 006 (364 908)  | 216 779 (364 101)  | 0,4 % (-0,2 %)        | (144)                |
| Morgantown, WV                               | 129 709            | 136 133            | 5,0 %                 | 294                  |
| Beckley, WV                                  | 124 898            | 124 432            | -0,4 %                | 315                  |
| Hagerstown-Martinsburg, MD-WV                | 104 169 (251 599)  | 108 706 (258 294)  | 4,4 % (2,7 %)         | (181)                |
| Parkersburg-Vienna, WV                       | 92 673             | 92 470             | -0,2 %                | 364                  |
| Wheeling, WV-OH                              | 77 550 (147 950)   | 76 186 (145 757)   | -1,8 % (-1,5 %)       | (282)                |
| Washington-Arlington-Alexandria, DC-VA-MD-WV | 53 498 (5 636 232) | 55 073 (5 949 859) | 2,9 % (5,6 %)         | (7)                  |
| Weirton-Steubenville, WV-OH                  | 54 745 (124 454)   | 54 028 (121 992)   | -1,3 % (-2,0 %)       | (318)                |
| Cumberland, MD-WV                            | 28 212 (103 299)   | 27 704 (101 225)   | -1,8 % (-2,0 %)       | (350)                |
| Winchester, VA-WV                            | 23 964 (128 472)   | 23 445 (131 980)   | -2,2 % (2,7 %)        | (299)                |

| Zone urbaine          | Population (2010) | Population (2013) | Variation (2010-2013) | Rang national (2013) |
| --------------------- | ----------------- | ----------------- | --------------------- | -------------------- |
| Clarksburg, WV        | 94 196            | 94 289            | 0,1 %                 | 38                   |
| Bluefield, WV-VA      | 62 264 (107 342)  | 61 984 (106 087)  | -0,5 % (-1,2 %)       | (22)                 |
| Fairmont, WV          | 56 418            | 56 868            | 0,8 %                 | 165                  |
| Logan, WV             | 36 743            | 35 987            | -2,1 %                | 372                  |
| Elkins, WV            | 29 405            | 29 415            | 0,0 %                 | 429                  |
| Point Pleasant, WV-OH | 27 324 (58 258)   | 27 126 (57 747)   | -0,7 % (-0,9 %)       | (160)                |

En 2010, 77,7 % des Ouest-Virginiens résidaient dans une zone à caractère urbain, dont 61,1 % dans une aire métropolitaine et 16,5 % dans une aire micropolitaine.

#### Aires métropolitaines combinées
Le Bureau de la gestion et du budget a également défini cinq aires métropolitaines combinées dans ou en partie dans l'État de Virginie-Occidentale.
| Zone urbaine                                   | Population (2010)   | Population (2013)   | Variation (2010-2013) | Rang national (2013) |
| ---------------------------------------------- | ------------------- | ------------------- | --------------------- | -------------------- |
| Charleston-Huntington-Ashland, WV-OH-KY        | 479 827 (708 228)   | 477 509 (702 984)   | -0,5 % (-0,7 %)       | (67)                 |
| Morgantown-Fairmont, WV                        | 186 127             | 193 001             | 3,7 %                 | 138                  |
| Washington-Baltimore-Arlington, DC-MD-VA-WV-PA | 181 631 (9 051 961) | 187 224 (9 443 180) | 3,1 % (4,3 %)         | (4)                  |
| Parkersburg-Marietta-Vienna, WV-OH             | 92 673 (154 451)    | 92 470 (153 780)    | -0,2 % (-0,4 %)       | (145)                |
| Pittsburgh-New Castle-Weirton, PA-OH-WV        | 54 745 (2 660 727)  | 54 028 (2 659 937)  | -1,3 % (-0,0 %)       | (20)                 |

### Municipalités

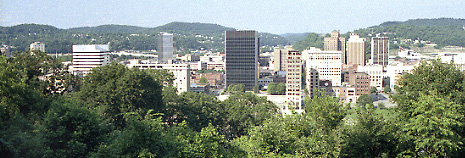
La capitale de la Virginie-Occidentale, Charleston.

L'État de Virginie-Occidentale compte 232 municipalités, dont treize de plus de 10 000 habitants.
| Rang | Municipalité     | Comté           | Population (2010) | Population (2017) | Variation (2010-2017) |
| ---- | ---------------- | --------------- | ----------------- | ----------------- | --------------------- |
| 1    | Charleston       | Kanawha         | 51 400            | 47 929            | ▼ −6,75 %             |
| 2    | Huntington       | Cabell, Wayne   | 49 138            | 47 079            | ▼ −4,19 %             |
| 3    | Morgantown       | Monongalia      | 29 660            | 30 547            | ▲ +2,99 %             |
| 4    | Parkersburg      | Wood            | 31 492            | 30 096            | ▼ −4,43 %             |
| 5    | Wheeling         | Ohio, Marshall  | 28 486            | 27 066            | ▼ −4,98 %             |
| 6    | Weirton          | Hancock, Brooke | 19 746            | 18 685            | ▼ −5,37 %             |
| 7    | Fairmont         | Marion          | 18 704            | 18 467            | ▼ −1,27 %             |
| 8    | Martinsburg      | Berkeley        | 17 227            | 17 404            | ▲ +1,03 %             |
| 9    | Beckley          | Raleigh         | 17 614            | 16 404            | ▼ −6,87 %             |
| 10   | Clarksburg       | Harrison        | 16 578            | 15 621            | ▼ −5,77 %             |
| 11   | South Charleston | Kanawha         | 13 450            | 12 493            | ▼ −7,12 %             |
| 12   | Vienna           | Wood            | 10 749            | 10 370            | ▼ −3,53 %             |
| 13   | Saint Albans     | Kanawha         | 10 749            | 10 265            | ▼ −4,5 %              |

## Géographie

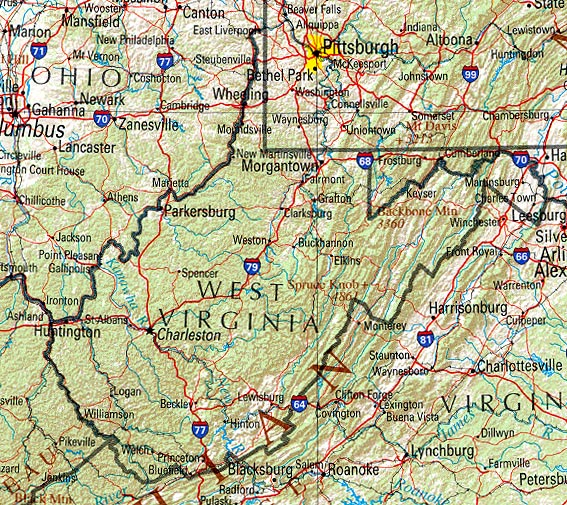
Carte de la Virginie-Occidentale.

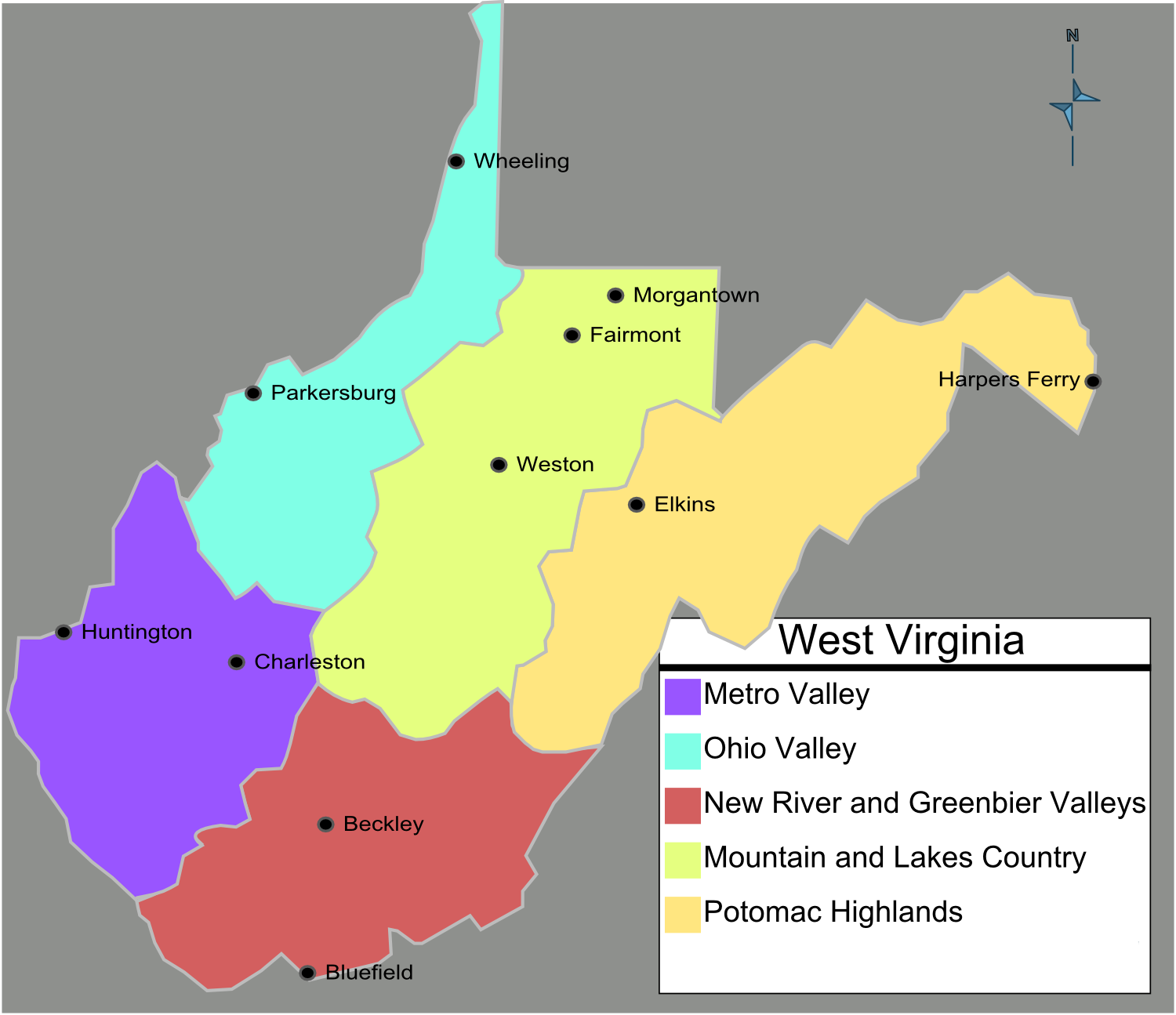
Régions de Virginie-Occidentale.

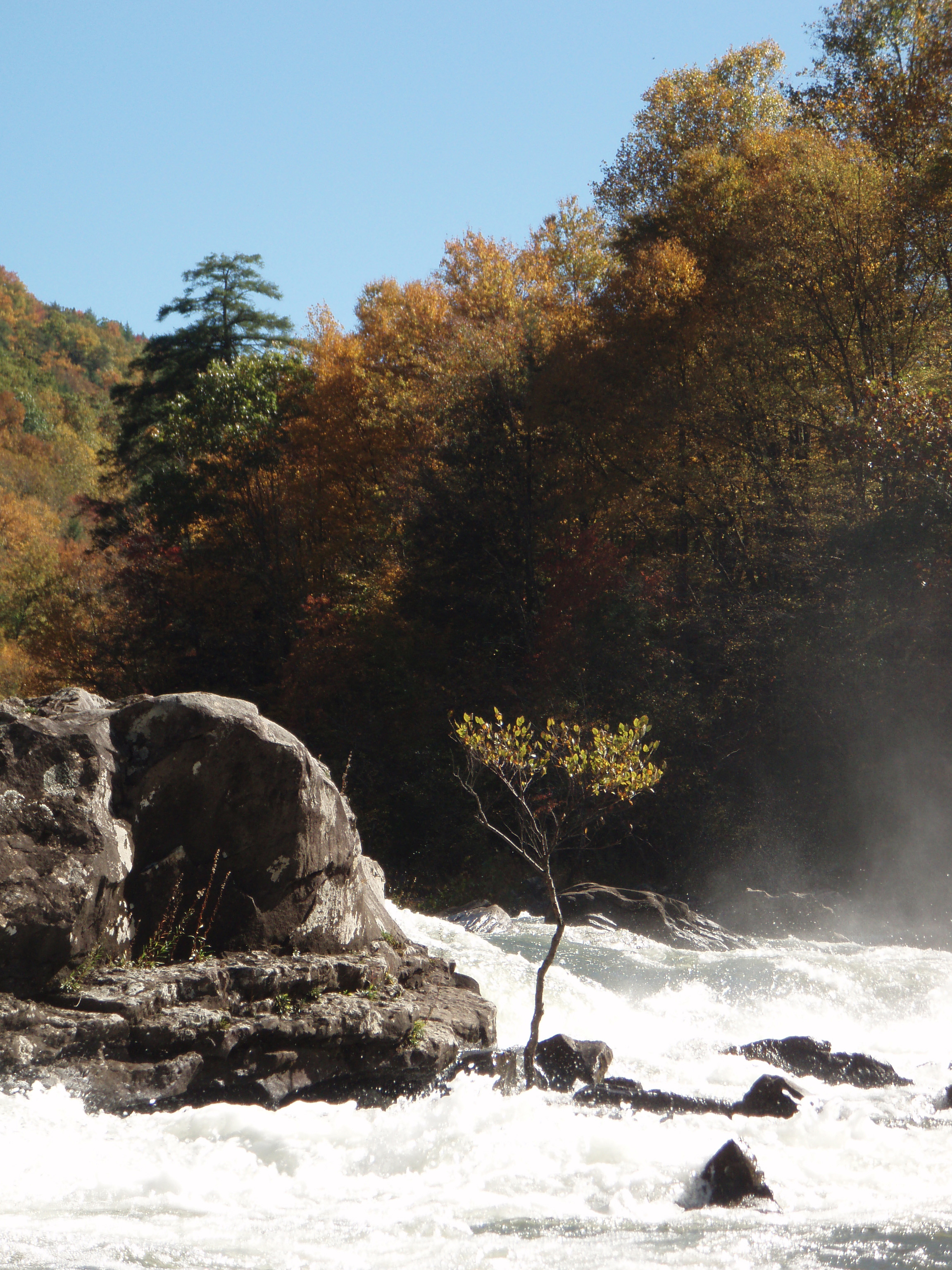
Gauley River.

La superficie de la Virginie-Occidentale est de 62 809 km2.
L'État partage ses frontières avec les États américains suivants :
- Pennsylvanie ;
- Maryland ;
- Virginie ;
- Kentucky ;
- Ohio.

Son altitude maximale est de 1 482 mètres au sommet du Spruce Knob.

### Régions
La Virginie-Occidentale comprend cinq régions :
- Metro Valley ;
- Ohio Valley ;
- New River and Greenbier Valleys ;
- Mountain and Lakes Country ;
- Potomac Highlands.

Elle comprend aussi deux corridors géographiques (panhandles) :
- panhandle du Nord de la Virginie-Occidentale, une pointe nord entre l'Ohio et la Pennsylvanie;
- panhandle oriental de Virginie-Occidentale (en) entre la Virginie et le Maryland.

## Aires protégées
Le National Park Service gère les sites suivants en Virginie-Occidentale :
- Sentier des Appalaches ;
- Bluestone National Scenic River ;
- Chesapeake and Ohio Canal National Historical Park ;
- Baie de Chesapeake ;
- National Coal Heritage Area ;
- Gauley River National Recreation Area ;
- Harpers Ferry National Historical Park ;
- New River Gorge National River ;
- Wheeling National Heritage Area.

## Démographie

### Population

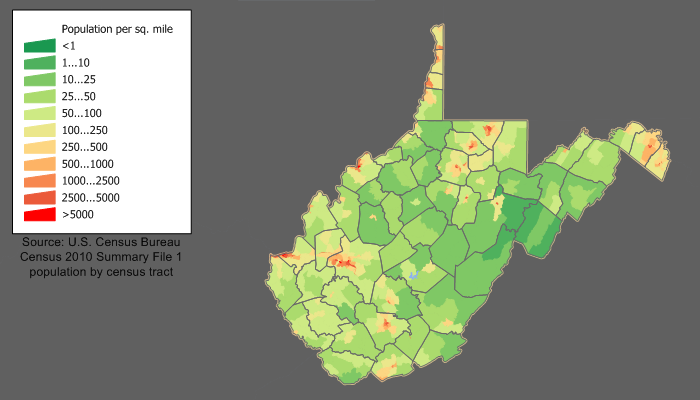
Densités de population en 2010 (en mille carré).

Le Bureau du recensement des États-Unis estime la population de la Virginie-Occidentale à 1 792 147 habitants au 1er juillet 2019, soit une baisse de 3,28 % depuis le recensement des États-Unis de 2010 qui tablait la population à 1 852 994 habitants. Depuis 2010, l'État connaît la 3e croissance démographique la moins soutenue des États-Unis.
Avec 1 852 994 habitants en 2010, la Virginie-Occidentale était le 38e État le plus peuplé des États-Unis. Sa population comptait pour 0,60 % de la population du pays. Le centre démographique de l'État était localisé dans le nord-ouest du comté de Braxton.
Avec 29,76 hab./km2 en 2010, la Virginie-Occidentale était le 29e État le plus dense des États-Unis.
Le taux d'urbains était de 48,7 % et celui de ruraux de 51,3 %. L'État comptait le 3e plus fort taux de ruraux du pays après le Maine (61,3 %) et le Vermont (61,1 %).
En 2010, le taux de natalité s'élevait à 11,0 ‰ (11,2 ‰ en 2012) et le taux de mortalité à 11,5 ‰ (11,8 ‰ en 2012). L'indice de fécondité était de 1,83 enfant par femme (1,85 en 2012). Le taux de mortalité infantile s'élevait à 7,3 ‰ (7,3 ‰ en 2012). La population était composée de 20,91 % de personnes de moins de 18 ans, 9,12 % de personnes entre 18 et 24 ans, 24,73 % de personnes entre 25 et 44 ans, 29,19 % de personnes entre 45 et 64 ans et 16,05 % de personnes de 65 ans et plus. L'âge médian était de 41,3 ans.
Entre 2010 et 2013, l'accroissement de la population (+ 1 305) était le résultat d'une part d'un solde naturel négatif (- 3 087) avec un excédent des décès (69 596) sur les naissances (66 509), et d'autre part d'un solde migratoire positif (+ 4 910) avec un excédent des flux migratoires internationaux (+ 3 177) et un excédent des flux migratoires intérieurs (+ 1 733).
Selon des estimations de 2013, 98,1 % des Ouest-Virginiens étaient nés dans un État fédéré, dont 70,0 % dans l'État de Virginie-Occidentale et 28,1 % dans un autre État (14,0 % dans le Sud, 7,3 % dans le Midwest, 5,3 % dans le Nord-Est, 1,6 % dans l'Ouest), 0,5 % étaient nés dans un territoire non incorporé ou à l'étranger avec au moins un parent américain et 1,4 % étaient nés à l'étranger de parents étrangers (37,7 % en Asie, 32,5 % en Amérique latine, 17,9 % en Europe, 5,1 % en Afrique, 5,0 % en Amérique du Nord, 1,8 % en Océanie). Parmi ces derniers, 49,7 % étaient naturalisés américain et 50,3 % étaient étrangers,.

### Composition ethno-raciale et origines ancestrales
Selon le recensement des États-Unis de 2010, la population était composée de 93,90 % de Blancs, 3,41 % de Noirs, 1,46 % de Métis, 0,67 % d'Asiatiques, 0,20 % d'Amérindiens, 0,02 % d'Océaniens et 0,33 % de personnes n'entrant dans aucune de ces catégories.
Les Métis se décomposaient entre ceux revendiquant deux races (1,38 %), principalement blanche et noire (0,63 %), et ceux revendiquant trois races ou plus (0,08 %).
Les non-hispaniques représentaient 98,80 % de la population avec 93,16 % de Blancs, 3,35 % de Noirs, 1,35 % de Métis, 0,66 % d'Asiatiques, 0,19 % d'Amérindiens, 0,02 % d'Océaniens et 0,06 % de personnes n'entrant dans aucune de ces catégories, tandis que les Hispaniques comptaient pour 1,20 % de la population, principalement des personnes originaires du Mexique (0,52 %).
En 2010, l'État de Virginie-Occidentale avait la 3e plus forte proportion de Blancs après le Vermont (95,29 %) et le Maine (95,23 %) ainsi que la 3e plus forte proportion de Blancs non hispaniques après le Maine (94,42 %) et le Vermont (94,32 %). A contrario, l'État avait les plus faibles proportions d'Hispaniques, d'Amérindiens et d'Océaniens ainsi que la 2e plus faible proportion d'Asiatiques après le Montana (0,63 %).
|                                       | 1940  | 1950  | 1960  | 1970  | 1980  | 1990  | 2000  | 2010  |
| ------------------------------------- | ----- | ----- | ----- | ----- | ----- | ----- | ----- | ----- |
| Blancs                                | 93,80 | 94,25 | 95,15 | 95,94 | 96,16 | 96,21 | 95,05 | 93,90 |
| ———Non hispaniques                    |       |       |       |       | 95,59 | 95,84 | 94,56 | 93,16 |
| Noirs                                 | 6,19  | 5,73  | 4,80  | 3,86  | 3,34  | 3,14  | 3,16  | 3,41  |
| ———Non hispaniques                    |       |       |       |       |       | 3,12  | 3,14  | 3,35  |
| Autres                                | 0,01  | 0,02  | 0,05  | 0,20  | 0,50  | 0,65  | 1,79  | 2,69  |
| ———Non hispaniques                    |       |       |       |       |       | 0,57  | 1,62  | 2,29  |
| Hispaniques (toutes races confondues) |       |       |       |       | 0,65  | 0,47  | 0,68  | 1,20  |

En 2013, le Bureau du recensement des États-Unis estime la part des non hispaniques à 98,6 %, dont 92,6 % de Blancs, 3,3 % de Noirs et 1,7 % de Métis, et celle des Hispaniques à 1,4 %.
En 2000, les Ouest-Virginiens s'identifiaient principalement comme étant d'origine américaine (18,8 %), allemande (14,0 %), irlandaise (11,0 %), anglaise (9,8 %) et italienne (3,9 %).
L'État avait la 2e plus forte proportion de personnes d'origine américaine.
Les Amérindiens s'identifiaient principalement comme étant Cherokees (28,7 %) et Pieds-Noirs (3,2 %).
Les Hispaniques étaient principalement originaires du Mexique (43,6 %), de Porto Rico (16,6 %), d'Espagne (4,4 %) et du Salvador (4,0 %). Composée à 61,7 % de Blancs, 9,7 % de Métis, 4,5 % de Noirs, 1,3 % d'Amérindiens, 0,5 % d'Asiatiques, 0,2 % d'Océaniens et 22,1 % de personnes n'entrant dans aucune de ces catégories, la population hispanique représentait 9,6 % des Océaniens, 7,9 % des Métis, 7,8 % des Amérindiens, 1,6 % des Noirs, 1,0 % des Asiatiques, 0,8 % des Blancs et 80,5 % des personnes n'entrant dans aucune de ces catégories.
Les Asiatiques s'identifiaient principalement comme étant Indiens (26,6 %), Chinois (21,9 %), Philippins (15,6 %), Coréens (8,4 %), Viêts (7,3 %), Japonais (4,7 %) et Pakistanais (4,1 %).
Les Métis se décomposaient entre ceux revendiquant deux races (94,5 %), principalement blanche et noire (42,7 %), blanche et amérindienne (28,5 %), blanche et asiatique (11,4 %) et blanche et autre (5,0 %), et ceux revendiquant trois races ou plus (5,5 %).

### Religions
| Religion                       | Virginie-Occidentale | États-Unis |
| ------------------------------ | -------------------- | ---------- |
| Protestantisme évangélique     | 39                   | 25,4       |
| Protestantisme traditionnel    | 29                   | 14,7       |
| Non-affiliés                   | 16                   | 15,8       |
| Catholicisme                   | 6                    | 20,8       |
| Églises traditionnelles noires | 2                    | 6,5        |
| Mormonisme                     | 2                    | 1,6        |
| Agnosticisme                   | 1                    | 4,0        |
| Athéisme                       | 1                    | 3,1        |
| Judaïsme                       | 1                    | 1,9        |
| Islam                          | 1                    | 0,9        |
| Autres                         | 2                    | 5,3        |

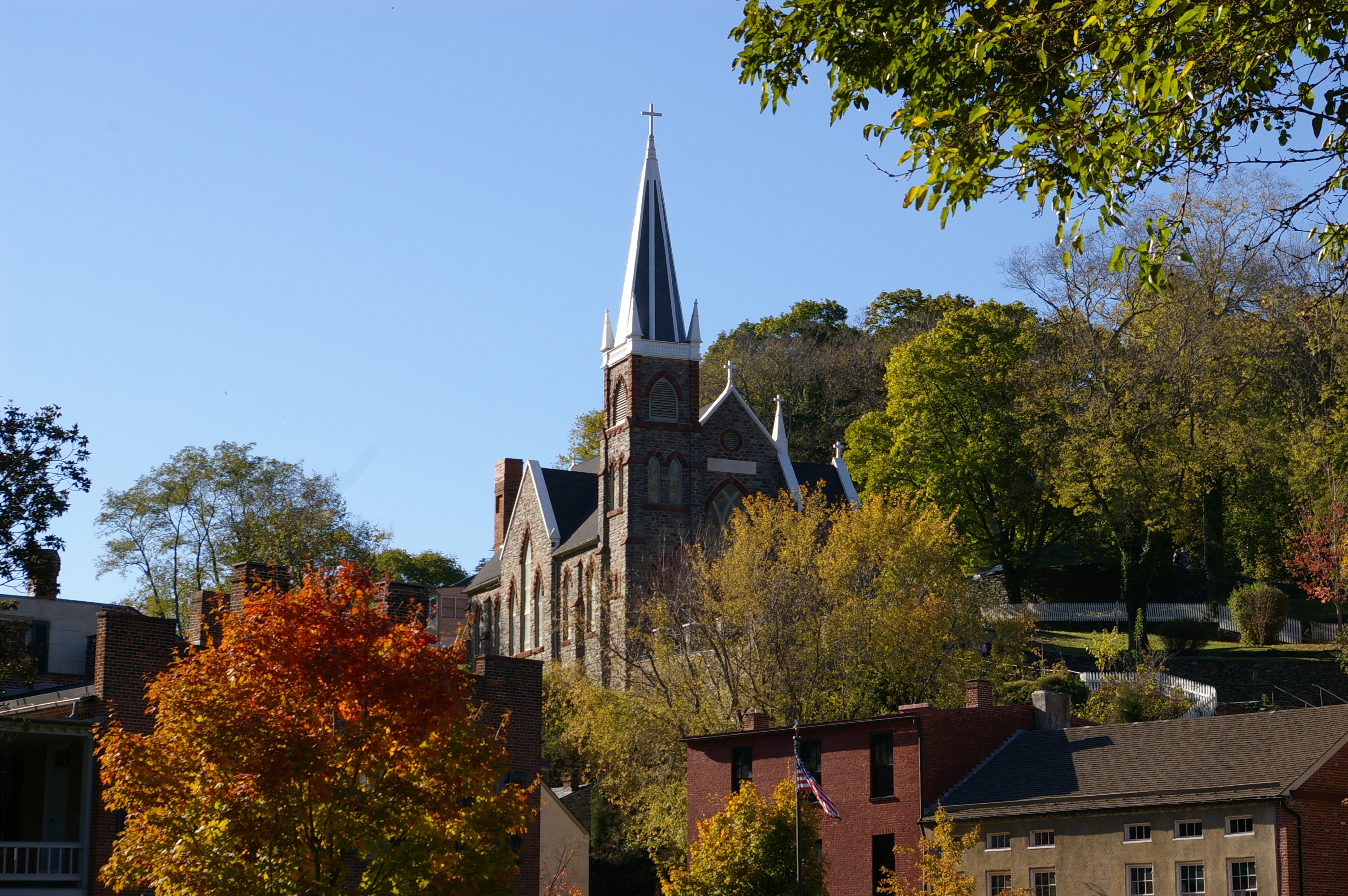
L'église catholique St. Peter's située dans la ville de Harpers Ferry en Virginie-Occidentale.

Selon l'institut de sondage The Gallup Organization, en 2015, 45 % des habitants de Virginie-Occidentale se considèrent comme « très religieux » (40 % au niveau national), 30 % comme « modérément religieux » (29 % au niveau national) et 25 % comme « non religieux » (31 % au niveau national).

### Langues
La Virginie-Occidentale a l'anglais comme langue officielle depuis 2005.
| Langue   | 1980    | 1990    | 2000    | 2010    | 2018    |
| -------- | ------- | ------- | ------- | ------- | ------- |
| Anglais  | 97,86 % | 97,38 % | 97,36 % | 97,67 % | 97,52 % |
| Espagnol | 0,44 %  | 0,79 %  | 1,04 %  | 1,07 %  | 0,99 %  |
| Autres   | 1,71 %  | 1,83 %  | 1,60 %  | 1,26 %  | 1,48 %  |

## Politique
| Exécutif de l'État | Exécutif de l'État | Exécutif de l'État | Exécutif de l'État | Exécutif de l'État | Exécutif de l'État   | Exécutif de l'État | Exécutif de l'État | Exécutif de l'État | Exécutif de l'État   | Exécutif de l'État          | Exécutif de l'État          | Législature d'État       | Législature d'État | Congrès                   | Congrès      |
| Gouverneur         | Gouverneur         | Secrétaire d'État  | Secrétaire d'État  | Procureur général  | Procureur général    | Trésorier          | Trésorier          | Auditeur           | Auditeur             | Commissaire à l'Agriculture | Commissaire à l'Agriculture | Chambre des délégués     | Sénat              | Chambre des représentants | Sénat        |
| ------------------ | ------------------ | ------------------ | ------------------ | ------------------ | -------------------- | ------------------ | ------------------ | ------------------ | -------------------- | --------------------------- | --------------------------- | ------------------------ | ------------------ | ------------------------- | ------------ |
|                    | Jim Justice (R)    |                    | Mac Warner (R)     |                    | Patrick Morrisey (R) |                    | John Perdue (D)    |                    | John B. McCuskey (R) |                             | Kent Leonhardt (R)          | R : 67, D : 36, Ind. : 1 | R : 22, D : 12     | R : 3                     | R : 1, D : 1 |

Favorable aux républicains au début du XXe siècle, la Virginie-Occidentale devient un bastion du Parti démocrate après la Grande Dépression. L'État opère cependant un virage à droite depuis 2000. Cette évolution s'explique par l'importance de l'industrie du charbon (et une hostilité aux régulations environnementales) et par la composition de son électorat, conservateur et religieux, parmi les plus rurales et les plus âgés du pays. Entre 1994 et 2016, le pourcentage d'électeurs inscrits en tant que démocrate est passé de 65 % à 46 %.
Lors des élections présidentielles, il est rare qu'un candidat démocrate ne remporte la présidence sans avoir remporté la Virginie-Occidentale. Entre 1960 et 2000, les démocrates remportent l'État à chaque élection présidentielle sauf en 1972 et 1984, années des raz-de-marée électoraux de Richard Nixon et Ronald Reagan. À partir de 2000, l'État effectue un virage politique assez net vers la droite, au moins à l'occasion des scrutins présidentiels. Depuis cette date, il accorde une majorité aux candidats républicains : George W. Bush en 2000 (51,9 % des voix) et 2004 (56,1 %), John McCain en 2008 (55,7 %) et Mitt Romney en 2012 (62,3%) ; ces deux dernières élections ayant été remportées par Barack Obama au niveau national. En accordant 42 points d'avance à Donald Trump en 2016, la Virginie-Occidentale devient l'État le plus républicain du pays après le Wyoming.
Le Parti démocrate a résisté plus longtemps au niveau local, notamment en raison de son poids historique et de candidats démocrates plus conservateurs qu'au niveau national, notamment sur les questions énergétiques et d'environnement. En novembre 2014, les démocrates perdent toutefois les deux chambres du congrès local, acquis aux démocrates depuis les années 1930. Les républicains remportent 64 des 100 sièges de la Chambres des délégués (en) et 18 des 35 sièges du Sénat (en), après le changement de parti d'un démocrate. Deux ans plus tard, les républicains accroissent leur majorité au Sénat (22 contre 12), disposant d'une super-majorité et remportent presque tous les postes de l'exécutif local : secrétaire d'État, auditeur, commissaire à l'Agriculture et procureur général (le seul poste jusqu'alors détenu par un républicain, Patrick Morrisey). Jim Justice, millionnaire dans l'industrie du charbon, réussit néanmoins à conserver le poste de gouverneur dans le camp démocrate (il change de parti l'été suivant) et le trésorier sortant John Perdue est réélu.
Au niveau fédéral, la Virginie-Occidentale élit trois membres de la Chambre des représentants et deux sénateurs. Après les élections de 2014, les républicains disposent de tous les sièges de Virginie-Occidentale à la Chambre des représentants, une première depuis les années 1920. Lors du 115e congrès, les représentants de l'État sont les républicains David McKinley, Alex Mooney et Evan Jenkins. Les deux sénateurs sont le démocrate Joe Manchin (élu en 2010) et la républicaine Shelley Moore Capito (qui devient en 2012 le premier sénateur républicain de l'État depuis 1958).
Robert Byrd, sénateur démocrate de 1959 à 2010, est le sénateur de l'État ayant siégé le plus longtemps au Congrès. Ancien membre du Ku Klux Klan et soupçonné de conserver des sentiments racistes, il n'en est pas moins l'un des démocrates au Sénat les plus à gauche, et s'illustre notamment en s'opposant au Patriot Act et à la guerre d'Irak.
Le Parti démocrate de Virginie-Occidentale défend des positions généralement assez conservatrices, proches des blue dogs. Il proclame, tout comme son adversaire républicain, son « attachement à la chasse, au charbon, à la politique industrielle et aux « vertus » d’autrefois. » En 2004, le gouverneur démocrate de l’État Bob Wise décide de réduire de 25 % les allocations sociales ou encore de supprimer la prime de mariage, tout en accordant des subventions de 750 000 dollars à un tournoi de golf. Lors des primaires démocrates de 2012 où il est le seul candidat majeur en lice pour sa réélection, Barack Obama ne reçoit que 57 % des voix, 42 %  des démocrates de l'État remettent leurs suffrages à Keith Judd (en), un prisonnier condamné à vie pour extorsion?

### Gouverneur (pouvoir exécutif)

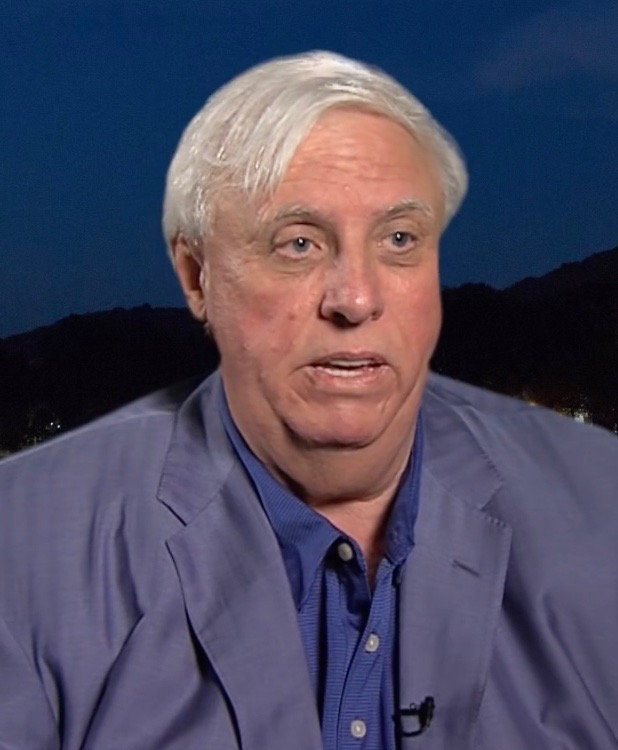
Le gouverneur de Virginie-Occidentale, Jim Justice.

Le gouverneur de Virginie-Occidentale détient le pouvoir exécutif en plus d'incarner le plus haut bureau de l'État en Virginie-Occidentale. Actuellement[Quand ?], le gouverneur est le républicain Jim Justice.

### Législature (pouvoir législatif)

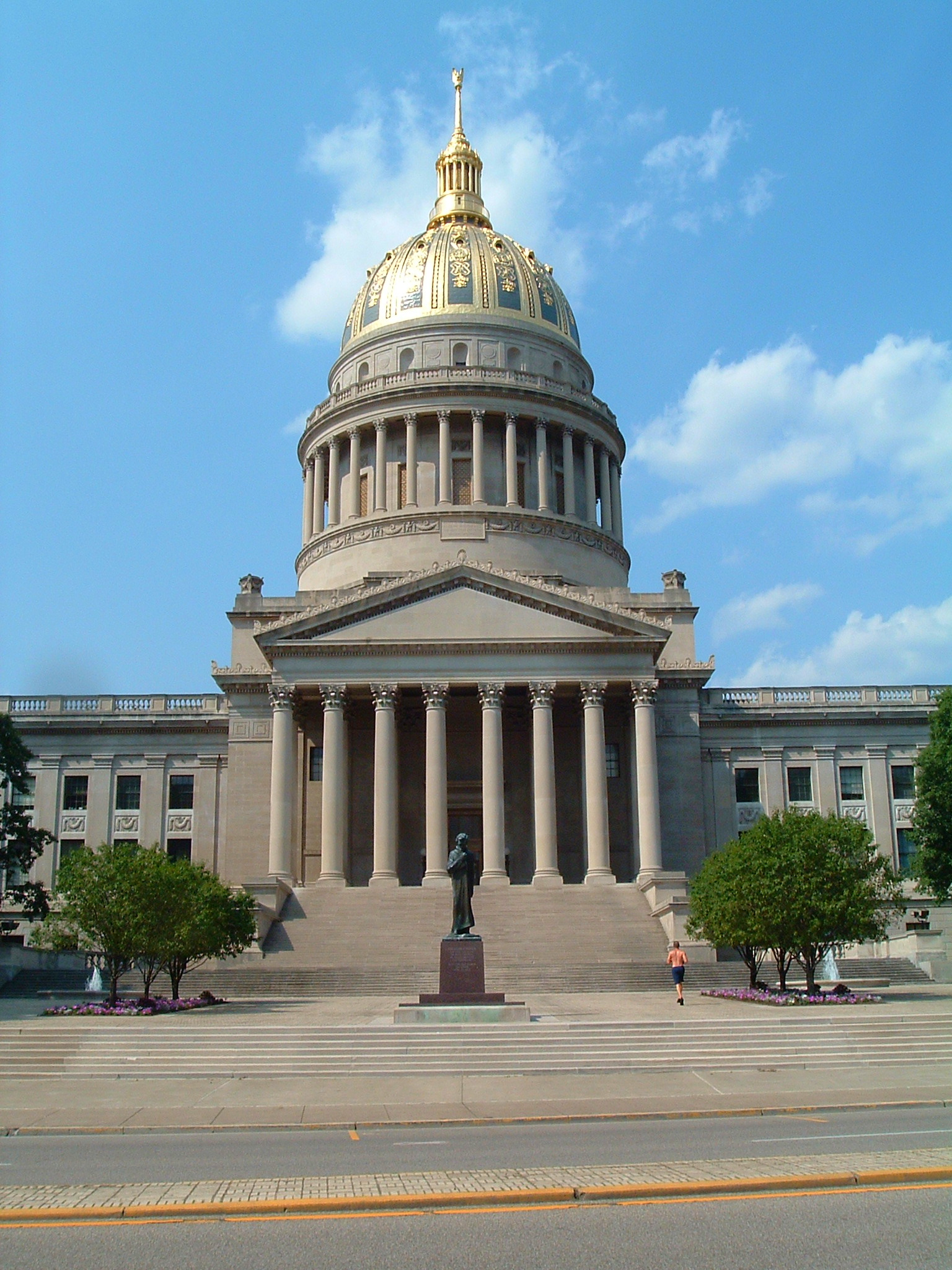
Le capitole de la Virginie-Occidentale.

Le pouvoir législatif est détenu par la législature de Virginie-Occidentale formée par 100 membres au niveau de la Chambre des représentants et de 34 membres au niveau du Sénat (en).

### Branche judiciaire (pouvoir judiciaire)

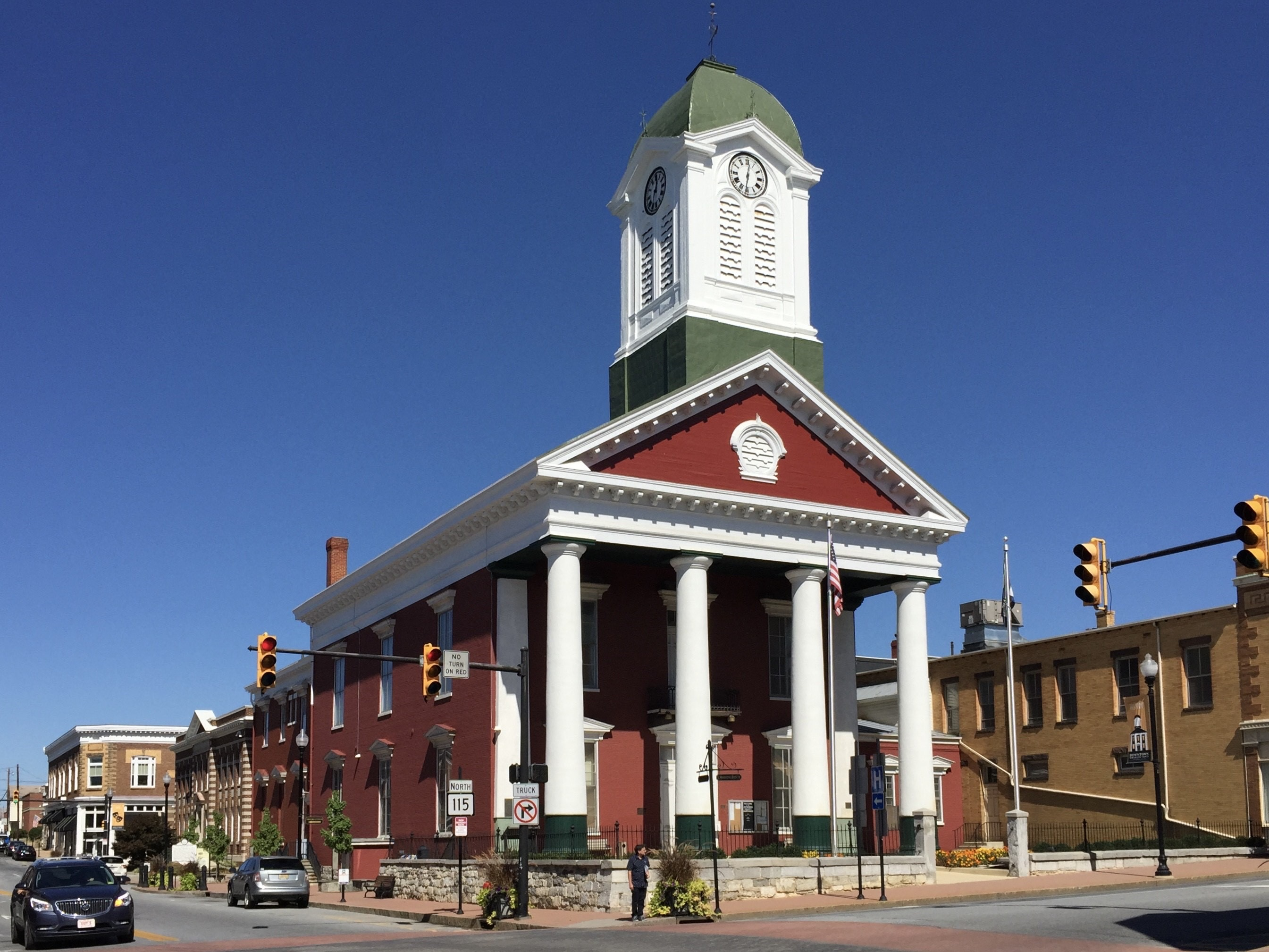
Le palais de justice du comté de Jefferson situé en Virginie-Occidentale.

Le pouvoir judiciaire de l'État est détenu par un organe d'État nommé West Virginia Judiciary. Il est formé de tribunaux suivants :
- la Cour suprême d'appel ;
- les Circuit Courts ;
- les tribunaux de la famille ;
- les Magistrate Courts ;
- les Treatment Courts ;
- le Panel de litige de masse ;
- la division des tribunaux d'affaire.

### Représentation fédérale
Les deux Sénateurs fédéraux pour la Virginie-Occidentale sont Joe Manchin et Shelley Moore Capito.

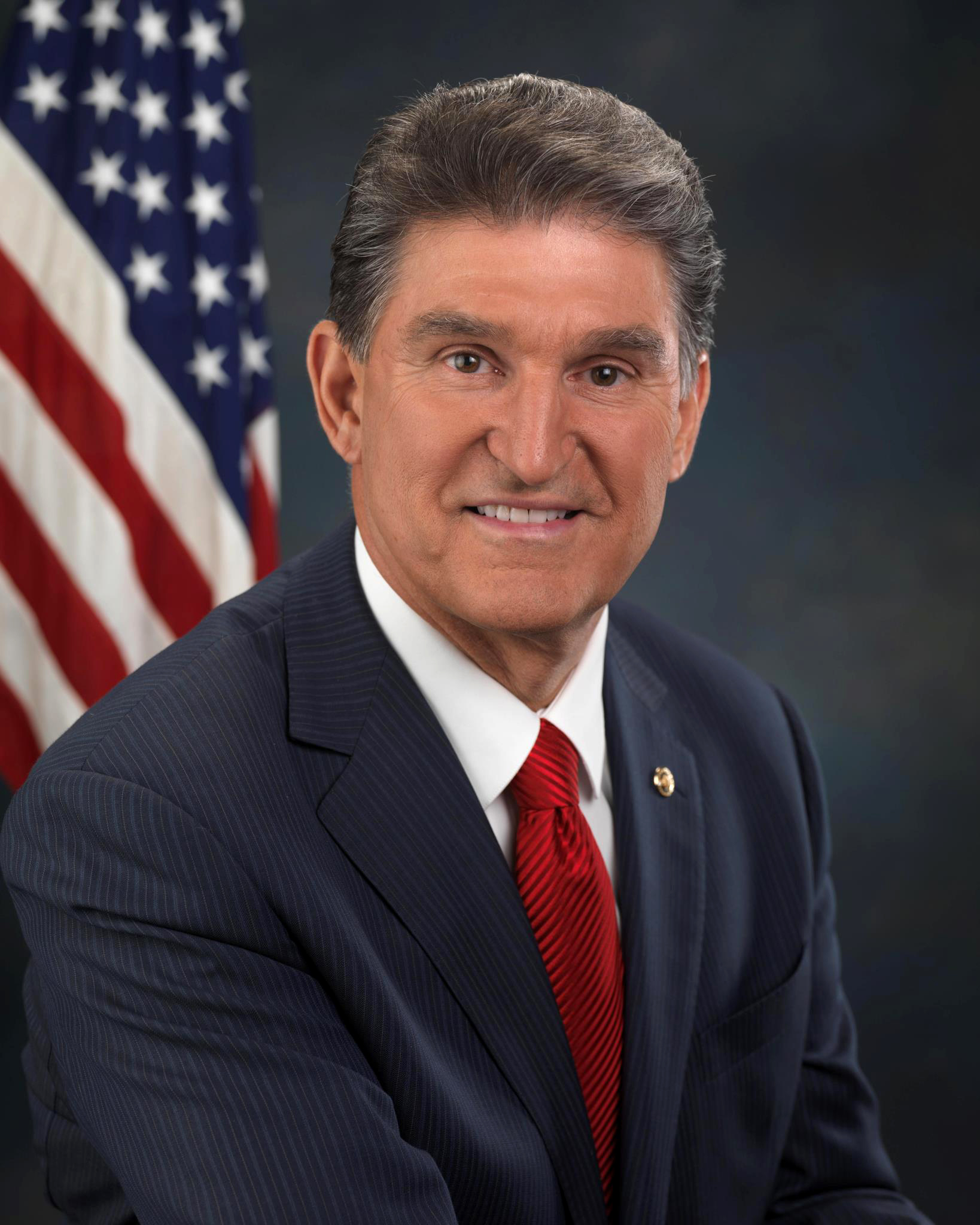
Joe Manchin, sénateur depuis 2010.
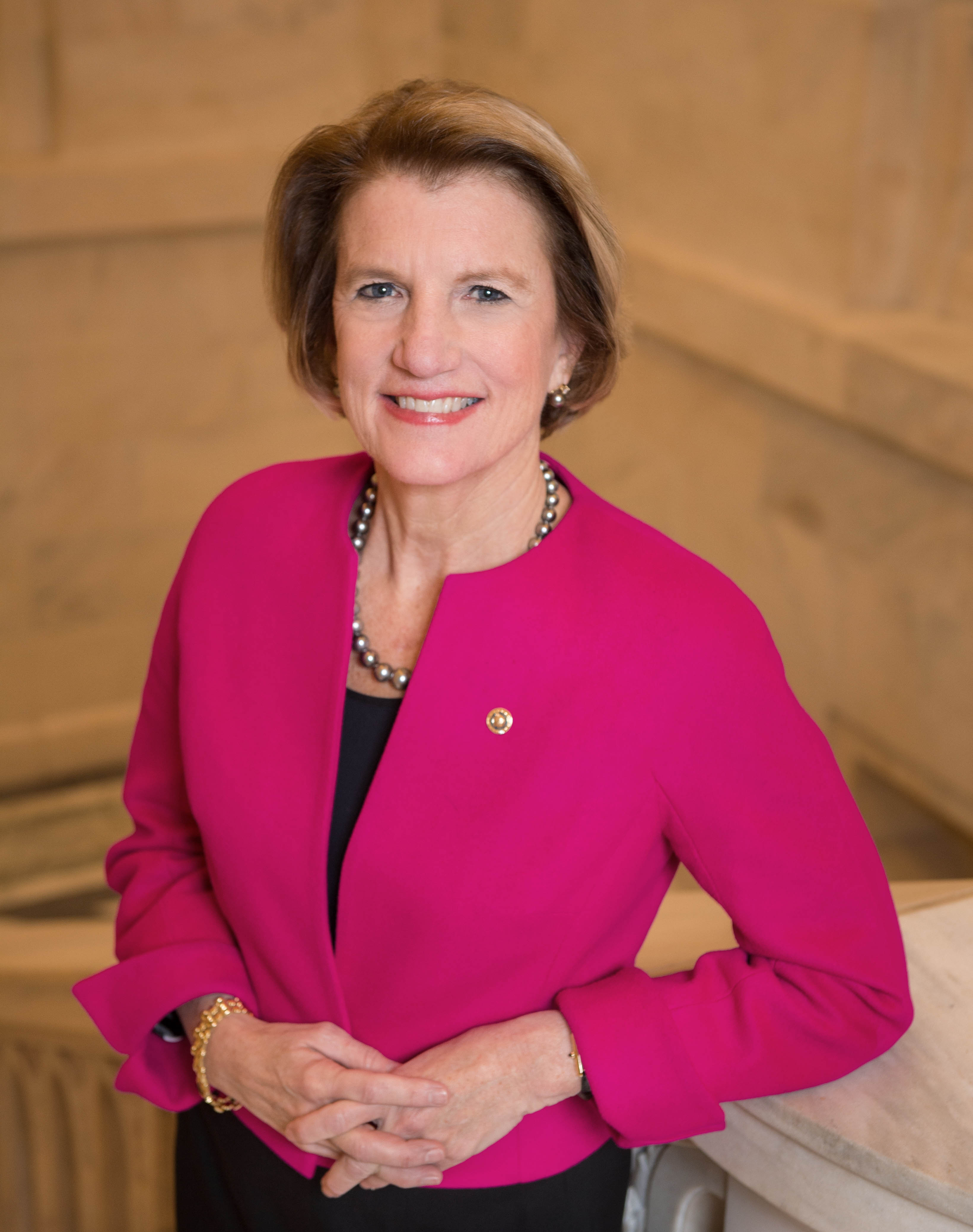
Shelley Moore Capito, sénatrice depuis 2015.

## Économie
Le charbon a été pendant longtemps un secteur fondamental de l'économie de l'État ; aujourd'hui les mines à ciel ouvert restent en activité malgré leur impact environnemental et les critiques des associations écologistes.
L’administration Bush a défendu les intérêts de l'industrie minière, facilitant l’exploitation du charbon à ciel ouvert (« mountaintop removal ») et, plus généralement, a satisfait les demandes du patronat, y compris en matière d’assouplissement des règlementations sanitaires. Le dynamitage du sommet des montagnes et le refoulement des gravats et de l’arsenic dans les vallées et les rivières sont justifiés au nom de la préservation des emplois.
Pour l'exercice financier de 2018, le budget officiel de l'État de Virginie-Occidentale est de 4,26 milliards de dollars avec en contrepartie un déficit de 11 millions de dollars,.

## Santé
La Virginie-Occidentale est l'État des États-Unis le plus touché par les décès provoqués par la consommation de drogues.

## Sport
- Mountaineers de la Virginie-Occidentale (NCAA)
- Thundering Herd de Marshall (NCAA)

## Culture

### Gastronomie
La gastronomie de l'État est marquée par une forte présence de viande et de pommes de terre. Les hot-dogs, le saucisson et les Frankfurter de même que les soft roll, la moutarde, la salade de chou et les rouleaux de pepperoni font aussi partie de la gastronomie locale. Enfin la tarte à la citrouille semble être un dessert de choix en Virginie-Occidentale,,.
Localement du bœuf, des bovins laitiers, des poulets et des dindes sont élevés dans l'État. Au niveau des cultures c'est surtout des pommes, des pêches et du maïs qui sont cultivés sur le territoire. Enfin la pomme Golden Delicious trouve son origine en Virginie-occidentale,,.
Début novembre, les écoles ferment le jour de l'ouverture de la chasse aux cerfs. Plusieurs milliers d’animaux sont tués dès les premières heures.

### Jeu vidéo
La Virginie Occidentale sert de décor au jeu Fallout 76 sorti en 2018.